# Сінгапур на літніх Олімпійських іграх 2000
На XXVII літніх Олімпійських іграх, що проходили у Сіднеї у 2000 році, Сінгапур був представлений 14 спортсменами (8 чоловіками та 6 жінками) у чотирьох видах спорту — плавання, стрільба, вітрильний спорт та настільний теніс. Прапороносцем на церемоніях відкриття та закриття Олімпійських ігор була плавчиня Джосцелін Єо.
Сінгапур вдванадцяте взяв участь у літніх Олімпійських іграх. Країна не завоювала жодної медалі.

## Вітрильний спорт
| Спортсмен                | Клас           | Заплив | Заплив | Заплив | Заплив | Заплив | Заплив | Заплив | Заплив | Заплив | Заплив | Заплив | Сума балів | Місце |
| Спортсмен                | Клас           | 1      | 2      | 3      | 4      | 5      | 6      | 7      | 8      | 9      | 10     | 11     | Сума балів | Місце |
| ------------------------ | -------------- | ------ | ------ | ------ | ------ | ------ | ------ | ------ | ------ | ------ | ------ | ------ | ---------- | ----- |
| Стенлі Тан               | клас Лазер     | 35     | 38     | 36     | 26     | 26     | 34     | 39     | 31     | 33     | 34     | 20     | 275        | 38    |
| Тан Вірн Гоу Ко Сен Ліон | 470 (чоловіки) | 24     | 26     | 22     | 23     | 13     | 21     | 30     | 25     | 12     | 26     | 28     | 192        | 28    |

## Настільний теніс
| Спортсмен                 | Дисципліна     | Груповий раунд          | Груповий раунд       | 1/32                  | 1/16                                      | Чвертьфінал               | Півфінал           | Фінал                 | Фінал |
| Спортсмен                 | Дисципліна     | Суперник Результат      | Суперник Результат   | Суперник Результат    | Суперник Результат                        | Суперник Результат        | Суперник Результат | Суперник Результат    | Місце |
| ------------------------- | -------------- | ----------------------- | -------------------- | --------------------- | ----------------------------------------- | ------------------------- | ------------------ | --------------------- | ----- |
| Цзін Цзюнь Гон            | одинаки, жінки | Софія Тепес (CHI) W 3–0 | Карен Лі (NZL) W 3–0 | Сун Цзінь (CHN) W 3–0 | Ген Ліцзюань (CAN) W 3–2                  | Міхаела Штефф (ROU) W 3–1 | Лі Цзю (CHN) L 1–3 | Чень Цзін (TPE) L 1–3 | 4     |
| Лі Цзя Вей                | одинаки, жінки | не змагалась            | не змагалась         | Лю Цзя (AUT) W 3–1    | Ван Нань (CHN) L 2–3                      | не пройшла                | не пройшла         | не пройшла            | 9     |
| Цзін Цзюнь Гон Лі Цзя Вей | пари, жінки    | не змагались            | не змагались         | не змагались          | Елдіяна Бентсен, Тамара Борош (CRO) L 2–3 | не пройшли                | не пройшли         | не пройшли            | 9     |

## Плавання
|          | Спортсмен      | Дисципліна                  | Раунд              | Час     | Місце у запливі | Загальне місце | Прим.         |
| -------- | -------------- | --------------------------- | ------------------ | ------- | --------------- | -------------- | ------------- |
| Чоловіки | Марк Чай       | 100 м вільним стилем        | Відбірковий заплив | 52.24   | 5               | 47             | не пройшов    |
| Чоловіки | Марк Чай       | 200 м вільним стилем        | Відбірковий заплив | 1:52.22 | 1               | 23             | не пройшов NR |
| Чоловіки | Леслі Квок     | 50 м вільним стилем         | Відбірковий заплив | 24.00   | 5               | 49             | не пройшов    |
| Чоловіки | Даніель Ліу    | 100 м брасом                | Відбірковий заплив | 1:06.41 | 7               | 57             | не пройшов    |
| Чоловіки | Сін Цзю Вей    | 400 м вільним стилем        | Відбірковий заплив | 4:01.34 | 1               | 37             | не пройшов NR |
| Чоловіки | Гарі Тан       | 100 м на спині              | Відбірковий заплив | 58.69   | 4               | 45             | не пройшов    |
| Чоловіки | Гарі Тан       | 200 м на спині              | Відбірковий заплив | 2:06.32 | 6               | 37             | не пройшов NR |
| Жінки    | Крістел Буврон | 400 м вільним стилем        | Відбірковий заплив | 4:25.16 | 6               | 36             | не пройшла    |
| Жінки    | Крістел Буврон | 200 м батерфляєм            | Відбірковий заплив | 2:17.62 | 8               | 32             | не пройшла    |
| Жінки    | Ніколет Тео    | 200 м брасом                | Відбірковий заплив | 2:37.39 | 6               | 30             | не пройшла    |
| Жінки    | Джосцелін Єо   | 50 м вільним стилем         | Відбірковий заплив | 26.71   | 7               | 37             | не пройшла    |
| Жінки    | Джосцелін Єо   | 100 м вільним стилем        | Відбірковий заплив | 57.15   | 7               | 22             | не пройшла    |
| Жінки    | Джосцелін Єо   | 100 м брасом                | Відбірковий заплив | 1:13.25 | 4               | 28             | не пройшла    |
| Жінки    | Джосцелін Єо   | 100 м батерфляєм            | Відбірковий заплив | 1:01.28 | 8               | 26             | не пройшла    |
| Жінки    | Джосцелін Єо   | 200 м комплексним плаванням | Відбірковий заплив | 2:19.18 | 7               | 23             | не пройшла    |

## Стрільба
|       | Спортсмен   | Дисципліна     | Кваліфікація | Кваліфікація | Фінал      | Фінал      |
| Бали  | Спортсмен   | Дисципліна     | Місце        | Бали         | Місце      |            |
| ----- | ----------- | -------------- | ------------ | ------------ | ---------- | ---------- |
| Жінки | Ширлі Нгуен | пістолет, 10 м | 359          | 44           | не пройшла | не пройшла |